# Counter-Strike: Source
A Counter-Strike: Source (röviden: CSS vagy CS:S) a Counter-Strike (röviden: CS) újabb, Source Engine-es változata.
A CSS játékmenete nem sokban különbözik a CS játékmenetétől, a lényegesebb különbség inkább technikai, grafikai jellegű. A CSS a Source Engine-t használja, amit a Half-Life 2 is, míg a CS a Half-Life által használt GoldSrc motort használja. A CSS grafikája sokkal szebb a CS grafikájánál, és az úgynevezett netcode-ja is sokban különbözik a CS netcode-jától. Továbbá a CSS-ben az AS típusú pályák nincsenek hivatalosan támogatva.
2010. június 23-án a játék megjelent Mac OS X platformra, és egy átfogó frissítést is kapott az eddig Windows-ra kiadott verzió is. Korszerűsített Source motor, továbbá 144-féle teljesítmény (achievements), globális statisztika és MVP rank, ami a legértékesebb játékost jelenti, ez a Team Fortress 2-ben is benne volt.

## Játékmenet
2 csapat van: a Terroristák (angolul Terrorists; T-k) és a Terrorista Elhárítók (angolul Counter Terrorist; CT-k).
A játékban körök vannak, ha valaki meghal, akkor csak a következő kör elején éled újra, a csapat kezdőhelyén, ahová a többi csapattag is kerül a kör elején. A kezdőhelyen egy meghatározott ideig vásárolhatnak a csapattagok fegyvereket, és felszereléseket (páncél, gránátok stb).
Egy játékosnál egyszerre 3 fegyver lehet: egy pisztoly, egy nagyobb fegyver (géppisztoly, shotgun, távcsöves puska) és egy kés, plusz 2 fénygránát, 1 robbanógránát és 1 füstgránát.
A játékmenet a pálya típusától függ.
Hivatalosan 2-féle pályatípus létezik: CS és DE.

### Túszos pályák (CS)
A CS pályákon túszok vannak elhelyezve a T-k kezdő helye környékén, és a túszokat kell a CT-knek a rescue zónába vinni, ami a CT kezdő környékén van.
Nyernek a T-k, ha
- Minden CT meghal.
- A beállított időn belül nem visznek minden élő túszt a CT-k a rescue zónába.
Nyernek a CT-k ha
- Minden T meghal.
- Minden élő túszt a beállított köridő lejárta előtt elvisznek a rescue zónába.

### Bombás pályák (DE)
A DE pályákon a terroristák feladata az, hogy egy adott időn belül (általában 1:45 vagy 2:00) a bombalerakó helyek valamelyikére (egy pályán általában kettő van) bejutva lerakják a bombát - melyet a kör elején kap meg egy először véletlenszerűen kiválasztott játékos, majd sorban kapják utána a társai a következő körök folyamán - majd biztosítsák, hogy a bomba felrobban.
A CT-k megpróbálják megakadályozni a terroristák bejutását a bombalerakókra, illetve - ha már lerakták a bombát - hatástalanítani azt az adott időn belül (általában 35 másodperc). A Defuse Kit nevű eszközt megvásárolva lényegesen gyorsabban lehet hatástalanítani a bombát.
Nyernek a T-k, ha
- Minden CT meghal.
- Felrobban a bomba (akkor is nyernek, ha már egy T sem él, de a bomba felrobban).
Nyernek a CT-k ha
- Minden T meghal, és nincs lerakva a bomba.
- A T-k a beállított időn belül nem teszik le a bombát.
- A CT-k hatástalanítják a lerakott bombát.

## Fegyverek
A játékban a valóságban is létező fegyverek vannak, a következő kategóriákba sorolva: pisztolyok (6 db), sörétes puskák (2 db), géppisztolyok (5 db), puskák (összesen 10 db, köztük gépkarabélyok, és mesterlövész puskák), géppuska (csak 1 van: M249).
A fegyvereket a kör elején lehet megvenni, vannak olyanok, amiket csak az egyik csapat vehet (például AK-47-es, ezt csak T-k vehetnek). Azonban annak semmi akadálya nincsen, hogy egy CT felvegyen egy halott T által eldobott AK-47-et. Ha valaki felvesz egy fegyvert, természetesen a következő körökben is nála van egész addig, míg meg nem hal vagy el nem dobja. A fegyverekhez - a Counter-Strike-kal ellentétben - vásárláskor automatikusan a maximális lőszert kapja a játékos, amit minden kör elején újra megkap. A felvett fegyverekben természetesen annyi lőszer van, amennyivel előző tulajdonosa eldobta azt.
Továbbá mindenkinek van egy kése, és vehet 3-féle gránátot (2 darab villanó, 1 robbanó, 1 füst).